# Campeonato Mundial de Esquí Alpino de 1980
El XXVI Campeonato Mundial de Esquí Alpino se celebró en Lake Placid (Estados Unidos) del 14 al 23 de febrero de 1980 bajo la organización de la Federación Internacional de Esquí (FIS) y la Federación Estadounidense de Esquí.
Este evento fue realizado dentro de los XIII Juegos Olímpicos de Invierno, pero para el Campeonato se otorgó adicionalmente medallas en la prueba combinada.

## Medallistas

### Masculino
| Evento                     | Oro                                  | Plata                                    | Bronce                                |
| -------------------------- | ------------------------------------ | ---------------------------------------- | ------------------------------------- |
| Descenso (14.02)           | Leonhard Stock · Austria · 1:45,50   | Peter Wirnsberger · Austria · 1:46,12    | Steve Podborski · Canadá · 1:46,62    |
| Eslalon (22.02)            | Ingemar Stenmark · Suecia · 1:44,26  | Phil Mahre Estados Unidos 1:44,761:45,06 | Jacques Lüthy · Suiza ·               |
| Eslalon gigante (18-19.02) | Ingemar Stenmark · Suecia · 2:40,74  | Andreas Wenzel Liechtenstein 2:41,49     | Hans Enn · Austria · 2:42,51          |
| Combinada (22.02)          | Phil Mahre Estados Unidos 45,53 pts. | Andreas Wenzel Liechtenstein 60,15 pts.  | Leonhard Stock · Austria · 76,33 pts. |

### Femenino
| Evento                     | Oro                                       | Plata                                    | Bronce                                |
| -------------------------- | ----------------------------------------- | ---------------------------------------- | ------------------------------------- |
| Descenso (17.02)           | Annemarie Moser-Pröll · Austria · 1:37,52 | Hanni Wenzel Liechtenstein 1:38,22       | Marie-Theres Nadig · Suiza · 1:38,36  |
| Eslalon (23.02)            | Hanni Wenzel Liechtenstein 1:25,09        | Christa Kinshofer RFA 1:26,50            | Erika Hess · Suiza · 1:27,89          |
| Eslalon gigante (20-21.02) | Hanni Wenzel Liechtenstein 2:41,66        | Irene Epple RFA 2:42,12                  | Perrine Pelen Francia 2:42,41         |
| Combinada (23.02)          | Hanni Wenzel Liechtenstein 5,57 pts.      | Cynthia Nelson Estados Unidos 95,04 pts. | Ingrid Eberle · Austria · 102,40 pts. |

## Medallero
| Núm. | País           | Oro | Plata | Bronce | Total |
| ---- | -------------- | --- | ----- | ------ | ----- |
| 1    | Liechtenstein  | 3   | 3     | 0      | 6     |
| 2    | Austria        | 2   | 1     | 3      | 6     |
| 3    | Suecia         | 2   | 0     | 0      | 2     |
| 4    | Estados Unidos | 1   | 2     | 0      | 3     |
| 5    | RFA            | 0   | 2     | 0      | 2     |
| 6    | Suiza          | 0   | 0     | 3      | 3     |
| 7    | Canadá         | 0   | 0     | 1      | 1     |
| 7    | Francia        | 0   | 0     | 1      | 1     |
|      | TOTAL          | 8   | 8     | 8      | 24    |